# Jimmy Calderwood
James ("Jimmy") Calderwood (Glasgow, 28 februari 1955 – Bearsden, 19 januari 2025) was een coach in het betaalde voetbal en voetballer, afkomstig uit Schotland. Hij was in 2014 voor amper 29 dagen coach van De Graafschap en had daarvoor onder meer N.E.C., Dunfermline en Aberdeen onder zijn hoede. In zijn loopbaan als speler was Calderwood ruim tien jaar in de Nederlandse Eredivisie actief voor clubs als Willem II, Roda JC en Sparta Rotterdam. Zijn zoon Scott Calderwood speelde ook in de Eredivisie en werd later ook voetbaltrainer.

## Calderwoodeffect
Als trainer kwam Calderwood verschillende keren bij clubs binnen op momenten dat het erg slecht ging. Alle clubs stonden er bij zijn vertrek een stuk beter voor dan bij zijn aantreden. De Schotse media hebben het begrip "Calderwoodeffect" geïntroduceerd nadat de omslag in resultaten bij zowel Dunfirmline als Aberdeen was opgetreden.
Ook bij Go Ahead Eagles, waar hij in 2012 kort trainer was, werd gesproken van "Het Calderwoodeffect", nadat van de eerste vijf wedstrijden er vier gewonnen werden. De club wist zich te plaatsen voor de play-offs voor promotie naar de eredivisie, maar werd na twee wedstrijden uitgeschakeld.
In januari 2014 werd Calderwood trainer van De Graafschap, maar hij vertrok al na 29 dagen na een conflict over aankoop van spelers.

## Alzheimer en dementie
Begin 2016 werd bekend dat Calderwood leed aan alzheimer en dementie. Anderhalf jaar later erkende hij dit zelf ook in een interview met Geert-Jan Jacobs van Voetbal International. Aan het eind van het interview gaf Calderwood zelf aan dat hij een leidende rol bij een club niet meer zou moeten willen. Hij wilde zich gaan richten op de link tussen voetbal en alzheimer.
Hij overleed na complicaties van de ziekte van Alzheimer op 69-jarige leeftijd.